# Baka-Džat
Baka-Džat (hebrejsky: באקה-ג'ת, arabsky: باقة جتّ, v oficiálním přepisu do angličtiny: Baqa-Jatt) bylo město v Izraeli, v  distriktu Haifa utvořené roku 2003 sloučením dosud samostatných obcí Baka al-Garbija a Džat a zrušené opětovnou rozlukou v roce 2011.

## Geografie
Leželo v nadmořské výšce 50 metrů na pomezí pobřežní nížiny a pahorků v předpolí Samařska, cca 45 kilometrů severovýchodně od centra Tel Avivu, cca 45 kilometrů jihojihovýchodně od Haify a cca 12 kilometrů východně od Chadery. Město bylo situováno na dotyku se Zelenou linií, která odděluje Izrael v jeho mezinárodně uznávaných hranicích od území Západního břehu Jordánu. Počátkem 21. století bylo ale od Západního břehu území Izraele v tomto regionu odděleno pomocí bezpečnostní bariéry. Na západě ho obklopovala zemědělsky obhospodařovaná krajina. Městem protékal Nachal Chadera.
Baka-Džat leželo v oblasti nazývané Trojúhelník, obývané izraelskými Araby. Jižně odtud se nachází například další arabské město Zemer (mezi nimi ovšem stojí židovská vesnice Magal). Na severu pak arabská sídla pokračují v regionu Vádí Ara. Osídlení na západní straně je převážně židovské.
Město bylo na dopravní síť napojeno pomocí místní silnice číslo 574. Na západním okraji míjí obec nová dálnice číslo 6 (takzvaná "Transizraelská dálnice").

## Dějiny
Roku 2003 bylo sloučením dvou historických obcí Baka al-Garbija a Džat utvořeno město Baka-Džat. Vytvoření města bylo součástí programu izraelské vlády, v jehož rámci mělo dojít ke slučování obcí a tím k zefektivnění místní správy a samosprávy.
Ani po sloučení se nepodařilo vyřešit finanční problémy samosprávy a v červnu 2006 byl do čela města jmenován jako provizorní starosta Jicchak Wald (bývalý starosta města Kfar Sava), jehož úkolem bylo provést sanaci obecních financí a obnovu komunálních služeb. V roce 2011 bylo město zrušeno a obě původní historické obce se opětovně osamostatnily.

## Demografie
Baka-Džat bylo město s ryze arabskou populací. V roce 2005 tvořili 100 % obyvatelstva arabští muslimové. Věkové rozložení obyvatelstva dle věkové pyramidy bylo: 48,8 % je mladší 20 let, 16,1 % je ve věku 20–29 let, 19,3 % ve věku 30–44 let, 10,4 % ve věku 45–59 let a 5,4 % je starší 60 let. Jde o středně velké sídlo městského typu s trvalým růstem. K 31. prosinci 2010 zde žilo 35 200 lidí.
| Rok            | 1955  | 1961  | 1972   | 1983   | 1995   | 2003   | 2004   | 2005   | 2006   | 2007   | 2008   | 2009   | 2010   |
| -------------- | ----- | ----- | ------ | ------ | ------ | ------ | ------ | ------ | ------ | ------ | ------ | ------ | ------ |
| Počet obyvatel | 5 600 | 6 900 | 11 000 | 16 300 | 22 800 | 29 388 | 30 213 | 30 997 | 31 664 | 32 370 | 33 171 | 34 312 | 35 200 |

* údaje za roky 1955, 1961, 1972, 1983, 1995 a 2010 zaokrouhleny na stovky